# 21682 Peštafrantišek
21682 Peštafrantišek è un asteroide della fascia principale. Scoperto nel 1999, presenta un'orbita caratterizzata da un semiasse maggiore pari a 2,4665086 UA e da un'eccentricità di 0,0801557, inclinata di 8,50699° rispetto all'eclittica.